# Ямпільська районна рада (Сумська область)
Ямпільська районна рада Сумської області - орган місцевого самоврядування Ямпільського району Сумської області з центром у селищі міського типу Ямпіль.
Ямпільській районній раді підпорядковано 1 міську, 2 селищні та 13 сільських рад, які об'єднують 61 населений пункт. 

## Склад Ради
До складу Ямпільської районної ради Сумської області входять 26 депутатів від 8 партій 
- Політична партія "Воля народу" 7 депутатів
- Всеукраїнське об'єднання «Батьківщина» — 4 депутати
- Блок Петра Порошенка «Солідарність» — 4 депутати
- Політична партія "Опозиційний блок" — 3 депутати
- Радикальна партія Олега Ляшка — 2 депутати
- Політична партія "Рідне місто" — 2 депутати
- Політична партія «Українське об'єднання патріотів — УКРОП» — 2 депутати
- Політична партія "За Україну!" — 2 депутати

## Керівництво Ради
- Голова Ямпільської районної ради - Губар Ольга Костянтинівна